# Caprafico (provincia di Chieti)
Caprafico ("Crapafic" in abruzzese) è una delle poche frazioni in Italia il cui territorio appartiene a quattro comuni diversi: per la maggior parte a Guardiagrele, poco meno della metà a Casoli e in minima parte anche a Palombaro e Pennapiedimonte. La contrada sorge in una zona collinare e conta circa 170 abitanti. L'abitato si divide nelle sottocontrade di Caprafico Piane, Pannelli, Caprafico Laio e Capuani.

## Storia

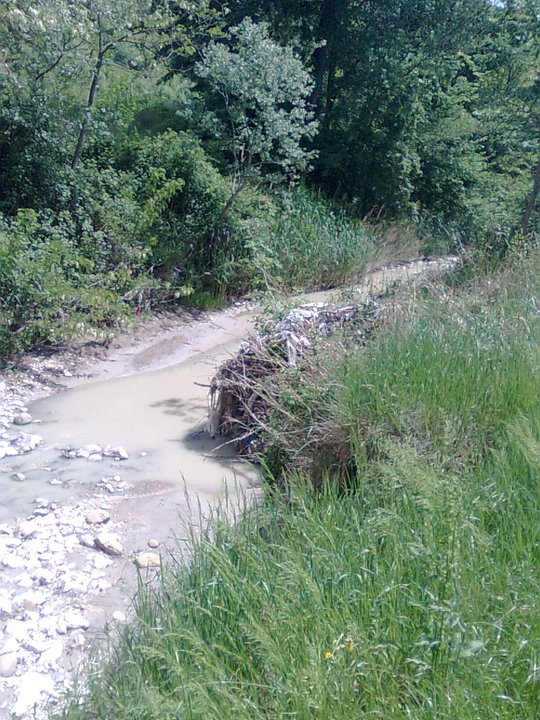
Il fiume Laio in estate

Le origini non sono del tutto chiare, ma probabilmente nell'attuale contrada erano presenti ville appartenenti al vicino insediamento romano di Cluviae (situato a Laroma di Casoli).
Nel Catalogus Baronum (documento redatto dai normanni nel 1152) Caprafico è un unico feudo insieme a Gissitulo (attuale Gessarola, località ora disabitata fra Caprafico e Piana San Bartolomeo).
Dopo la dominazione normanna appartenne fino al 1231 al Giustizierato di Manoppello, poi al Giustizierato d'Abruzzo (1231-1272). Dal 1272 al 1806 Caprafico risulta appartenente all'Abruzzo Citra, unità amministrativa prima del Regno di Napoli e poi del Regno delle Due Sicilie.
Oggi la frazione è divisa approssimativamente tra Guardiagrele (Caprafico Piane, Pannelli, Capuani e parte di Caprafico Laio) e Casoli (Caprafico Laio), ma la spartizione deve essere stata molto antica perché già dal XIV secolo durante la dominazione borbonica Caprafico è stata associata per metà al feudo dei Carrara di Guardiagrele (1572-1807) e per metà al feudo dei D'Aquino di Casoli (1645-1807).
Dal 1807 diventa ufficialmente una contrada di Guardiagrele e Casoli.
Nell'aprile del 2011 nasce la prima pro loco di Caprafico chiamata "Associazione culturale Insieme per Caprafico" che ha come obiettivo, oltre a quello di promuovere il territorio, anche quello di costruire una nuova chiesa per la contrada che non verrà mai costruita.

## Geografia fisica

### Territorio

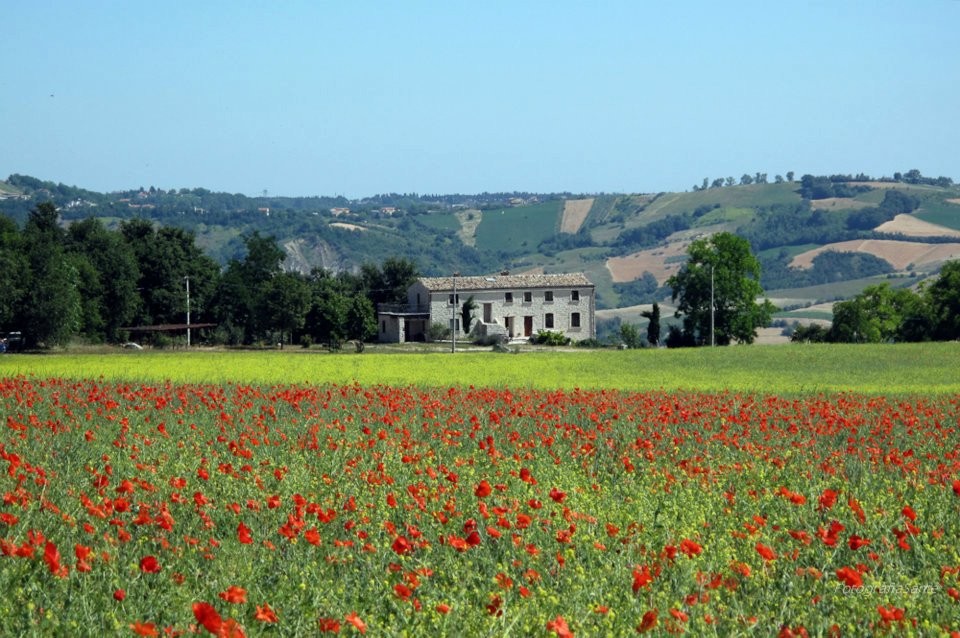
Le piane di Caprafico con al centro l'agriturismo "Casino di Caprafico"

La maggior parte del territorio della contrada è adibito a colture o è ricoperto da boschi, mentre solo una piccola parte è occupata dalle abitazioni, che non sono riunite in un centro abitato, ma sono sparse nel vasto territorio. Caprafico si trova in una zona collinare ai piedi della Maiella ed è formata da una collina che termina in alto con una piana (dove si trova appunto Caprafico Piane). Scendendo dalla collina, dopo aver passato un grande bosco si arriva in località Pannelli, per poi scendere fino alla valle del Laio (da cui prende il nome Caprafico Laio).
Il Laio è un fiume di carattere torrentizio che ha le sue sorgenti nella zona di Bocca di Valle, ed è alimentata da vari affluenti, tra cui spicca L'Acquarossa. Agli inizi degli anni '90, a seguito di abbondanti piogge, una grande quantità di rifiuti (che si trovavano in una discarica abusiva vicino alla sorgente nella località di Bocca di Valle) è finita nel Laio provocando un danno ambientale enorme, sia alla flora che alla fauna che vivevano intorno al fiume. 

## Società

### Evoluzione demografica
Il numero di abitanti della contrada è in costante diminuzione dagli anni sessanta, quando si potevano contare approssimativamente 450-500 persone divise in circa 90 famiglie.
Ciò è dovuto all'emigrazione degli abitanti più giovani nei vicini paesi (soprattutto Guardiagrele, Casoli, Chieti e Lanciano) o nelle grandi città italiane ed estere in cerca di un lavoro migliore, vista l'impossibilità di poter vivere di agricoltura e allevamento come era stato possibile fare fino agli anni '60 - '70.
Questa è tuttora la causa principale della diminuzione di famiglie presenti nella frazione.
Dai 243 abitanti del 2010 si è scesi a 214 nel 2013 per toccare il picco più basso di soli 173 abitanti nel 2023.
Il dato allarmante è che, calcolando le nascite, i morti, e i cambi di residenza, gli abitanti della contrada diminuiscono in media di circa 40-50 unità ogni 8-10 anni.

### Tradizioni e folclore

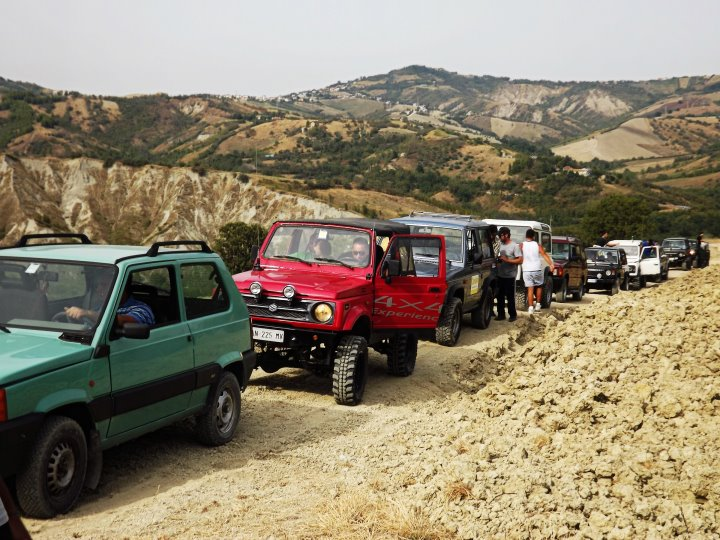
2011 - Un'iniziativa dell'Associazione "Insieme per Caprafico": In fuoristrada per Caprafico"

La festa patronale c'è il primo venerdì e il primo sabato di settembre, e a volte anche la prima domenica, in cui si festeggiano l'Immacolata Concezione e San Rocco. In quei giorni si organizza anche la conocchia, un carro che passa per tutte le case della contrada a raccogliere cibi e bevande che verranno poi rivenduti alla festa. Questa festa è famosa anche per le braciole di cavallo e il coniglio ripieno (specialità di Caprafico). Dal 2012 la festa patronale non si è più tenuta per gravi problemi logistici della chiesa, e nonostante questa sia tornata agibile al termine del 2013 la festa patronale non è stata più organizzata per problemi organizzativi del comitato feste.
Altre manifestazioni: l'8 dicembre c'è una messa solenne e un focaraccio in onore dell'Immacolata Concezione; la settimana di Pasqua si svolge ogni anno una Via Crucis per le vie della contrada.

## Economia

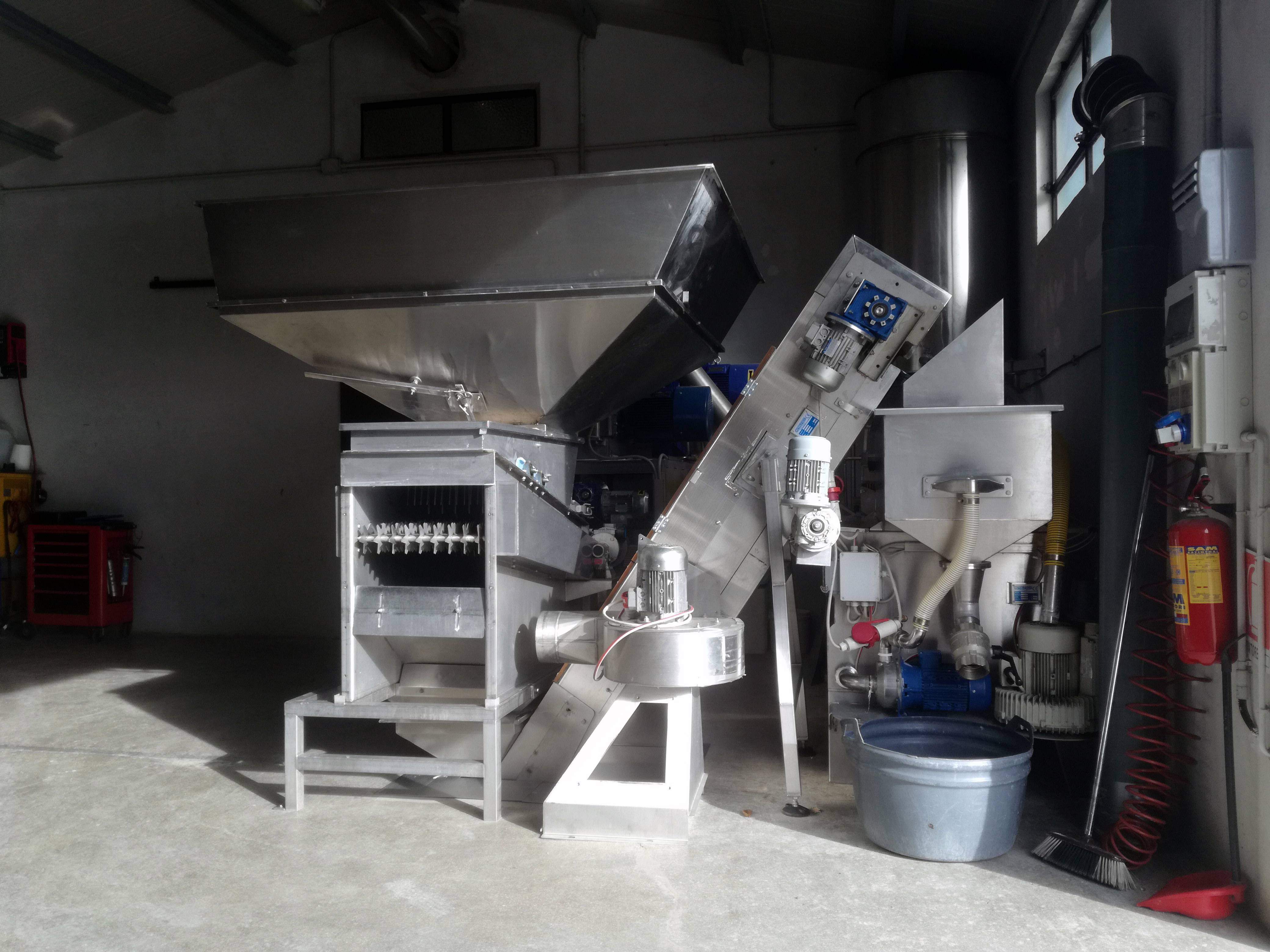
Macchina defogliatrice presso il frantoio Masciantonio, dove si produce l'olio e.v.o. D.O.P "Trappeto di Caprafico"

Gran parte del territorio di Caprafico è adibito a colture di cereali (come farro, orzo, grano...), ortaggi, alberi da frutta, uliveti e vigneti. Nella frazione sono presenti anche un frantoio, un'azienda agricola, un agriturismo e varie altre attività, che però non la rendono autosufficiente. Molto sviluppato è anche l'allevamento, soprattutto di ovini e caprini.

## Chiesa

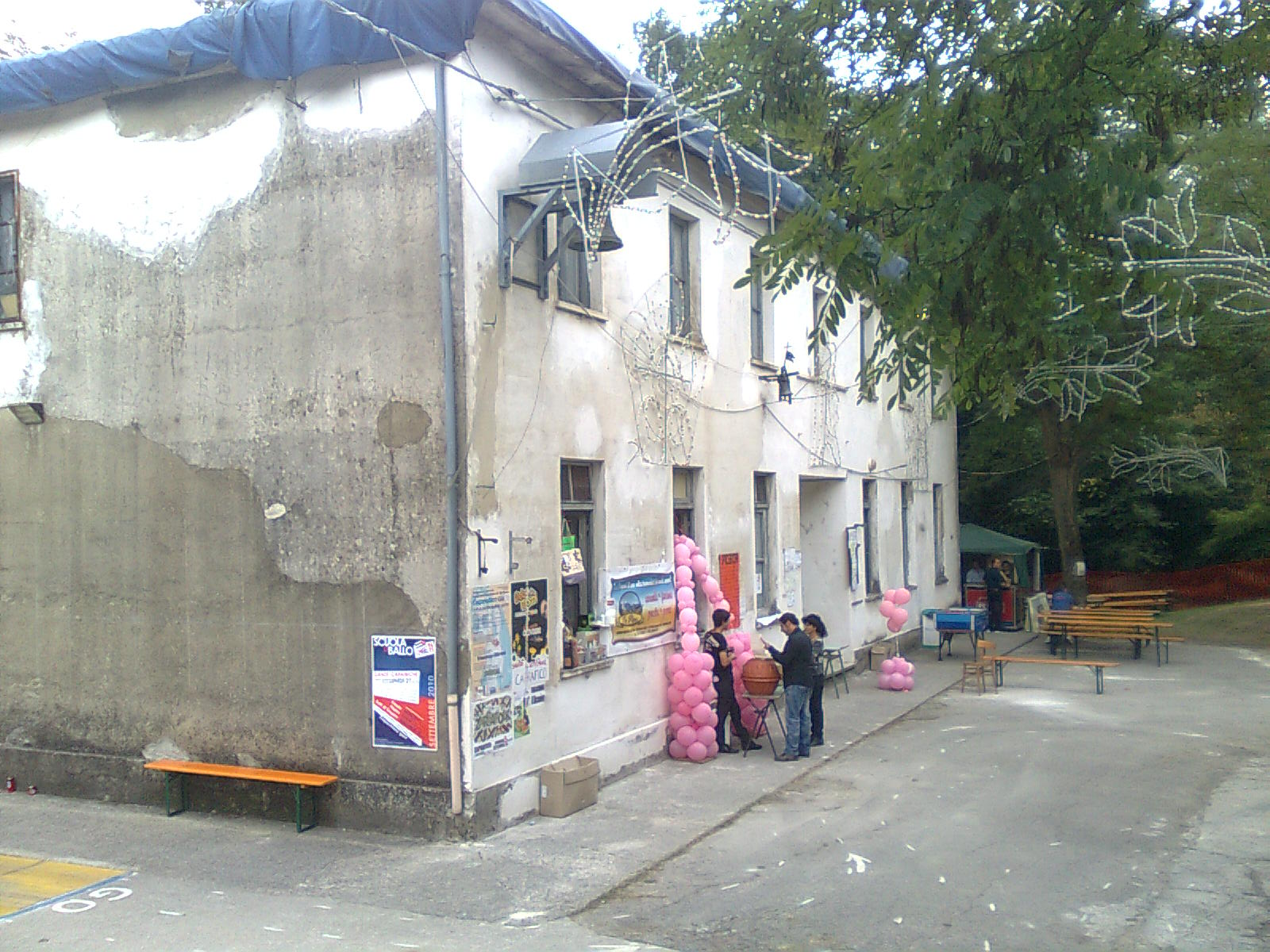
La chiesa di Caprafico, dove si svolge ogni anno la festa patronale

La chiesa fino al 1985 si trovava in località Pannelli, al centro della contrada, ma dopo l'inagibilità di questo edificio a causa di una frana un'ex-scuola elementare della contrada, in località Caprafico Laio, è stata adibita a chiesa ed è li che ogni anno si svolgono tutte le feste. Questo edificio è stato agibile fino agli ultimi mesi del 2011, quando sono cominciati i lavori di ristrutturazione del tetto e del piano superiore. Lavori che sono terminati a fine 2013, quando l'ex scuola elementare è stata nuovamente riallestita a chiesa, anche se la contrada è ancora in attesa di un nuovo edificio che dovrebbe sorgere a Caprafico Piane.
Benché esista un progetto di costruzione,  con intitolazione della parrocchia a Santa Maria Assunta,  i caprafichesi seguono le funzioni religiose nella chiesa di Sant'Antonio in contrada LaRoma di Casoli.

## Le frane
Il territorio caprafichense per la sua conformazione è da sempre stato soggetto a numerose frane durante i periodi di pioggia più intensi.
L'ultima grande frana c'è stata sabato 7 marzo 2009 alle ore 14.00, quando dopo 2 giorni di pioggia ininterrotta una campagna della zona di Caprafico Laio (nel comune di Casoli) è franata. Un grande pezzo di terra è letteralmente "scivolato" sullo strato di argilla che si trovava sotto, bloccando la strada comunale per alcune settimane, senza però danneggiare la statale.